# Colle del Felik
Il Colle del Felik (Felikjoch in tedesco, Félékjoch in Greschòneytitsch; Col du Félik in francese) è un valico alpino che sorge a quota 4.061 m s.l.m. nelle Alpi Pennine.

## Caratteristiche

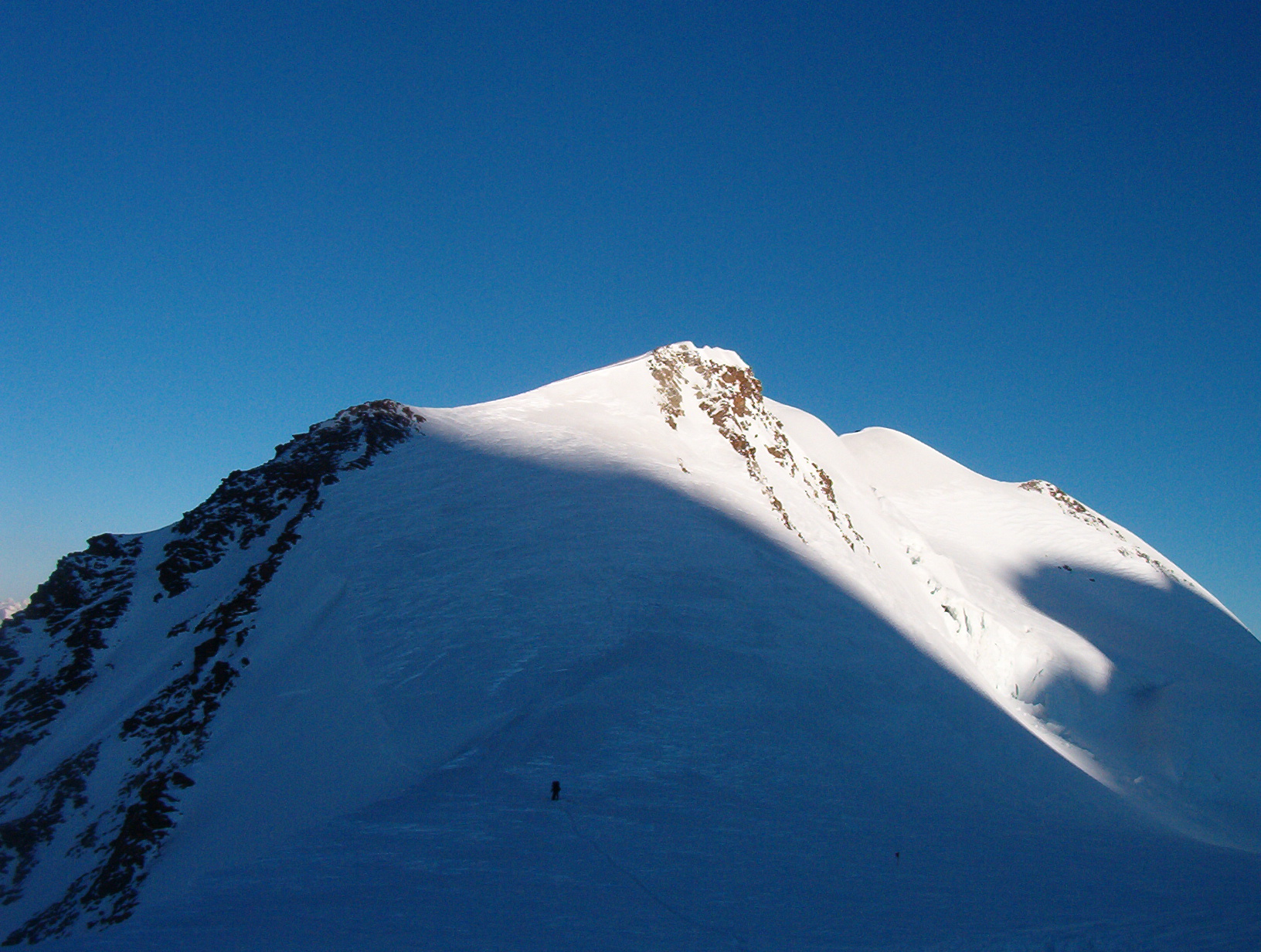
Il Castore dal valico

Il colle si trova tra il Monte Castore e il Lyskamm e si affaccia sulla Valle d'Aosta e sul Vallese. Nei pressi del colle si trova la Punta Felik (4.093 m).

## Accesso
Lo si può raggiungere partendo dal Rifugio Quintino Sella al Felik (itinerario alpinistico).
Il percorso, relativamente semplice, percorre per la prima parte una zona con pendenze molto piccole, inerpicandosi poi su una cresta che termina sul colle.